# Suderwa (gmina)

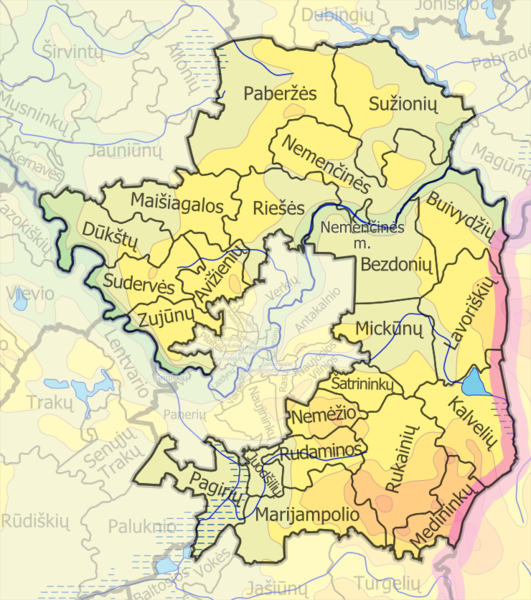
Gmina na mapie rejonu

Gmina Suderwa (lit. Sudervės seniūnija) – gmina w rejonie wileńskim okręgu wileńskiego na Litwie.
Ośrodek gminy – wieś Suderwa (523 mieszkańców). Na terytorium gminy znajduje się 31 miejscowości, większe z nich: Rostyniany (556 mieszkańców), Pokańce (256 mieszkańców), Grykienie (245 mieszkańców).

## Powierzchnia terenu
7 911 ha, z nich 4 761 ha stanowią użytki rolne, 3 150 ha - lasy, zbiorniki wodne oraz grunty o innym przeznaczeniu.

## Ludność
2 382 osób (2011).

## Skład etniczny (2011)
Według spisu z 2011 roku.
- Polacy - 47,7%
- Litwini - 41,6%
- Rosjanie - 5,8%

## Infrastruktura
Poczta, 2 szkoły podstawowe, 2 szkoły początkowe, 2 biblioteki, punkt medyczny, kościół, cmentarz, motel „Vilnoja“, 3 sklepy, 2 pawilony handlowe, 3 zagrody agroturystyczne, kurhany: Elnakumpie, Sidorańce I i Sidorańce II, park regionalny Wilii (lit. Neries regioninis parkas).

## Przedsiębiorczość lokalna
Rolnictwo i leśnictwo, usługi świadczone dla mieszkańców.

## Miejscowości
W skład gminy wchodzi 29 wsi i 2 kolonie. Miejscowości w gminie Suderwa:
| - Antokolce Giełaskie - Brzozowiszki - Buby - Bujnówka - Dąbrowciszki - Elniekumpie - Giełaże | - Grykienie - Izabelin - Jurkiszki - Klewiny - Kosmowszczyzna - Ławryniszki | - Michaliszki - Minciszki - Pilimy - Podworańce - Pokańce - Puciniszki | - Purwiszki - Rostyniany - Rzesza - Sidorańce - Siurmańce - Suderwa | - Widawciszki - Wobale - Wojgieliszki - Zaozierce - Zapolce - Żemagule |

Zniesione miejscowości:
- Gierała
- Legaciszki (Litwa)
- Purwiszki
- Zawiasy